# Karzan il favoloso uomo della jungla
Karzan, il favoloso uomo della jungla è un film italiano del 1972 diretto da Demofilo Fidani con lo pseudonimo di Miles Deem.

## Trama
Una spedizione, finanziata da Lord Carter e guidata dal capitano Fox, ha il compito di trovare e catturare un uomo della giungla di nome Karzan che vive in Africa.